# Regulus ignicapilla

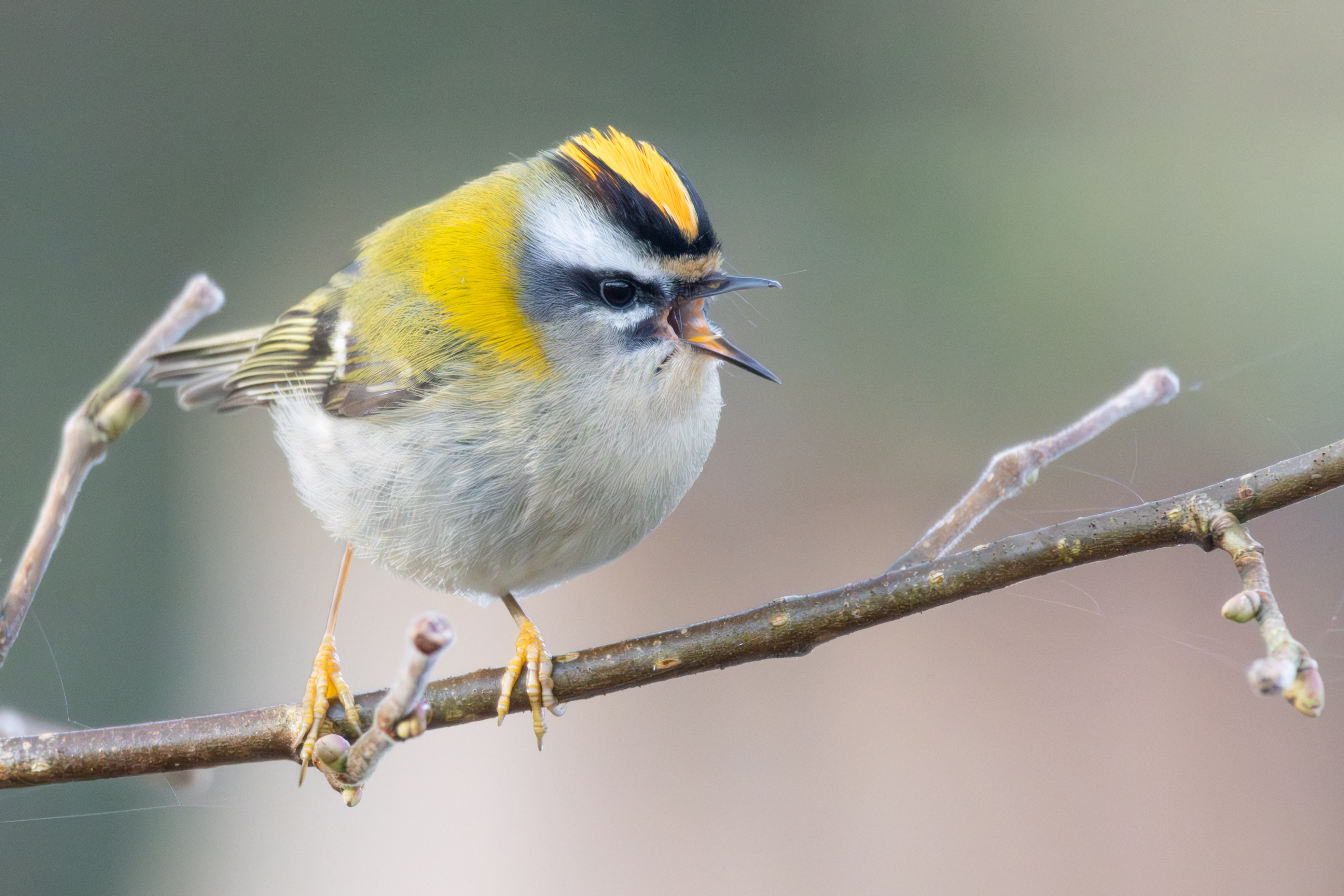
Reyezuelo listado - Regulus ignicapilla

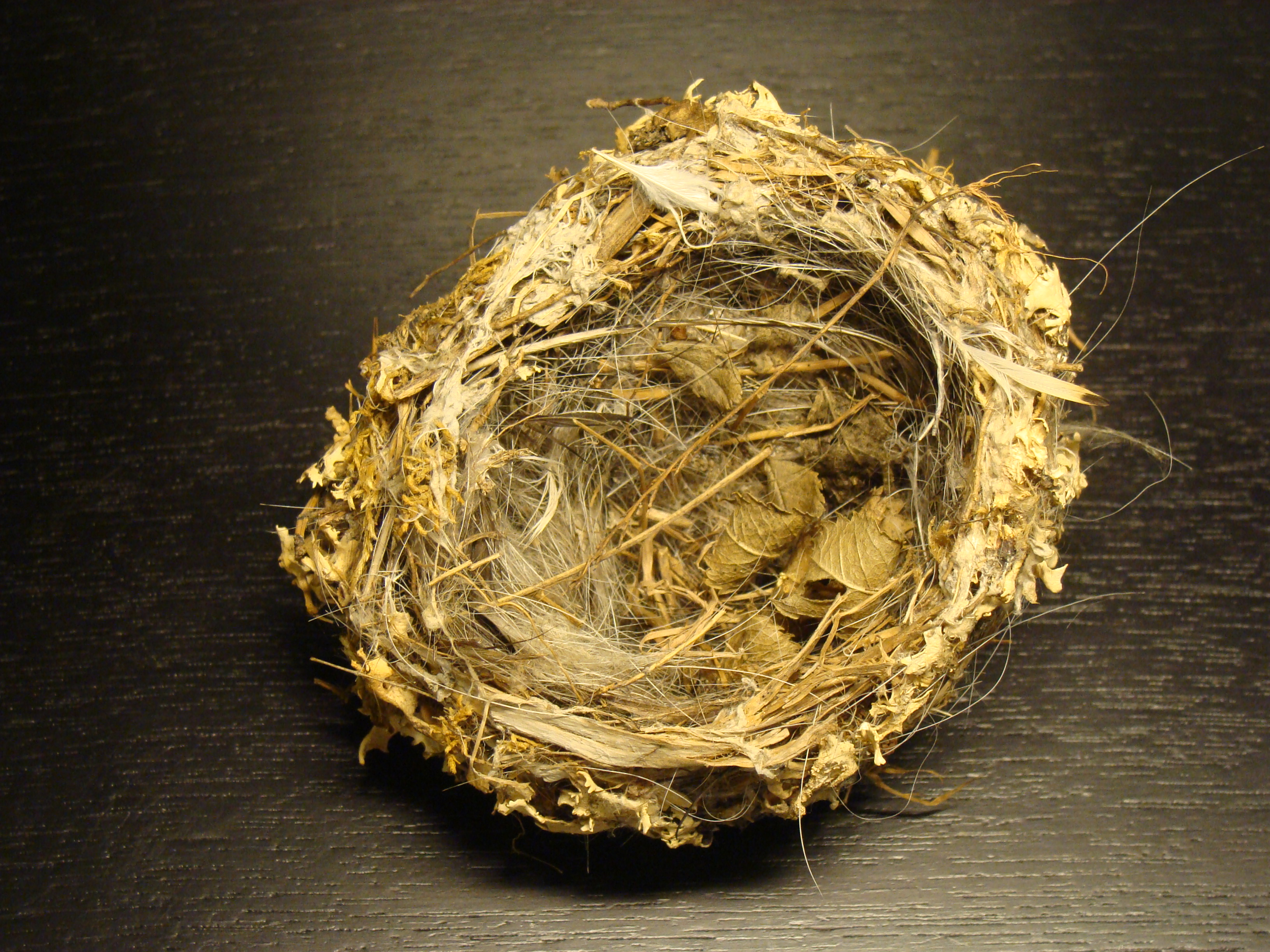
Nido

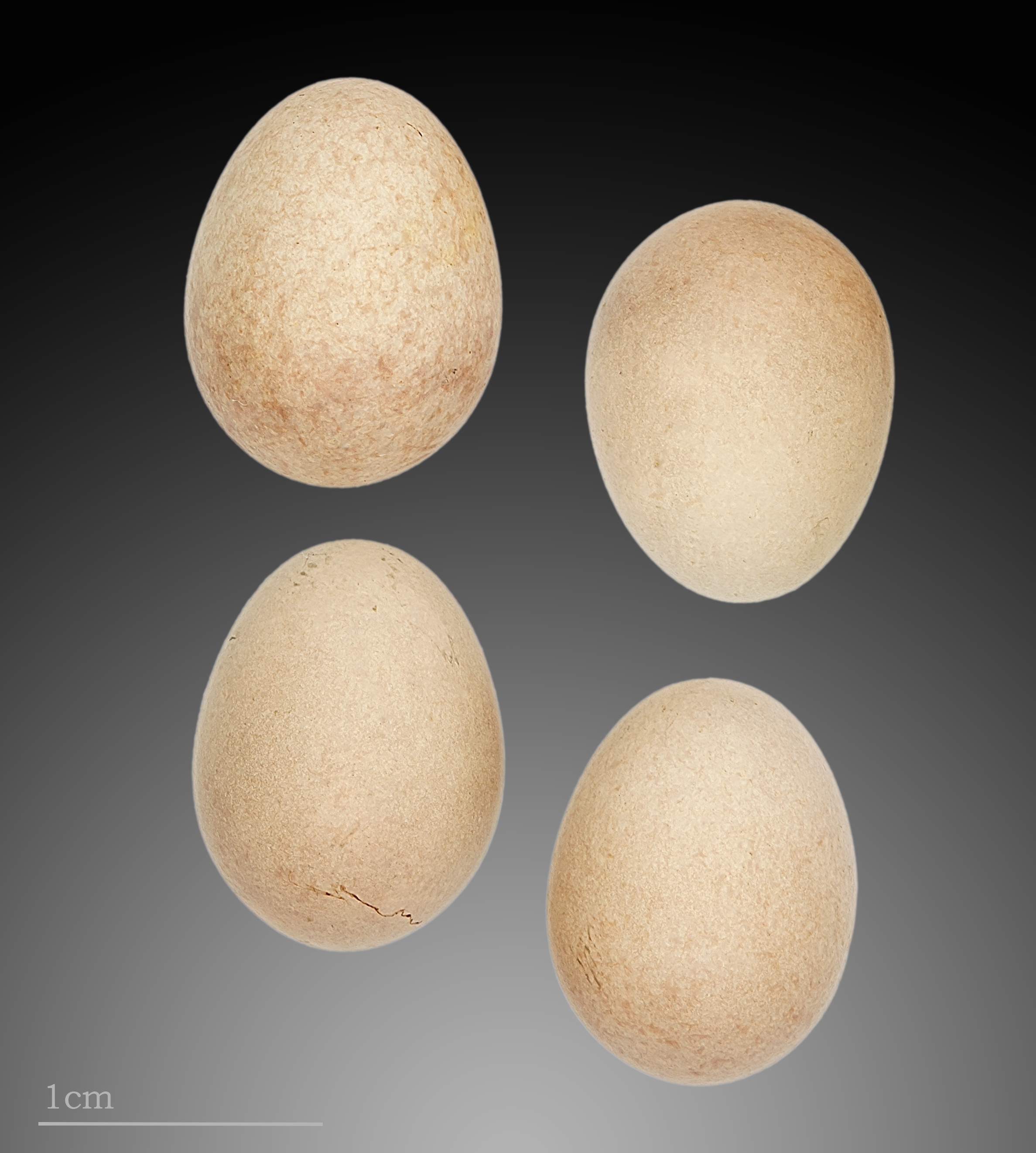
Huevos de Regulus ignicapilla

El Regulus ignicapilla, en castellano Reyezuelo listado, es un ave muy pequeña perteneciente a la familia Regulidae, del orden Passeriformes, conformada, en principio, por un único género Regulus (representado en Norteamérica y Eurasia por siete especies).

## Etimología
El nombre genérico en latín Regulus, hace referencia a un diminutivo de rey por el penacho naranja o amarillo a modo de corona que presentan los adultos. El nombre de la especie deriva del latín ignis (fuego) y capillus (pelo).

## Descripción
Esta es la segunda ave más pequeña de Europa: mide de 9 a 10 cm de longitud y de 13-16 cm de envergadura alar. Su peso está alrededor de los 6 g.
Presenta el dorso verde brillante, en contraste con las alas oscuras, surcadas por dos bandas blanquecinas. Las partes inferiores son pálidas, aunque muestran ligeros tonos anaranjados en el pecho del macho. La especie posee un diseño cefálico característico en el que destaca el píleo naranja en los machos (más llamativo en época de reproducción), o amarillo en las hembras, flanqueado por una banda negra y una marcada ceja blanca. Tiene una lista ocular negra y un semianillo blanco que circunda la parte inferior del ojo.
Esta es una especie inquieta, constantemente en movimiento, buscando los insectos  que constituyen básicamente su alimentación. Realiza el vuelo en series de cortos recorridos mientras aletea rápidamente, por lo que pueden suspenderse en el aire, de manera similar al cernido de otras especies.

## Canto
El canto es una repetición rápida, breve y uniforme de una nota fina y aguda con intensidad creciente, que remata en un breve trino de tono muy alto. El canto dura alrededor de 0,5–2,5 segundos. El reclamo es un silbido fino y agudo que suele empezar con una nota más larga y acentuada seguida de dos o tres más cortas y ligeramente acentuadas y ascendentes.

## Hábitat
Especie forestal, está presente en pinares, encinares, abetales, robledales, pinsapares, melojares, quejigales, alcornocales, hayedos y a veces en bosques mixtos. En invierno, en función de las oportunidades de alimento, aparece en setos y matorrales, cultivos de secano, entornos fluviales, e incluso en huertos y jardines de ciudades.

## Distribución
Su distribución en el mundo se circunscribe al Paleártico occidental: Europa central y meridional, noroeste de África y Asia Menor. Está ausente en latitudes norteñas y en el extremo más oriental. En la península ibérica aparece de manera continua por zonas frescas y húmedas de la mitad norte: Galicia, Cordillera Cantábrica, Sistema Ibérico, Montes Vascos, Pirineos, Sistema Central y otras sierras interiores. En la mitad sur, su presencia se restringe a zonas de montaña de bosques húmedos o de gran altitud en el interior, especialmente en Cádiz. Está también ampliamente extendido por las Islas Baleares.
La península ibérica y las islas Baleares reciben invernantes de procedencia europea, que pasan la temporada más fría en áreas situadas en el arco mediterráneo. Asimismo, las poblaciones ibéricas se desplazan hacia sectores más atemperados a menor altitud. El paso otoñal se efectúa entre septiembre y diciembre (con máximos en octubre) y el prenupcial tiene lugar entre febrero y abril (con la mayor cantidad de aves a finales de febrero).